# Topkapi (film)
Topkapi is een heistfilm uit 1964 van Jules Dassin, gebaseerd op het boek The Light of Day van Eric Ambler. Hoewel de film met Amerikaans geld is gefinancierd kan hij gezien worden als een Europese samenwerking. Hoofdrolspeelster Melina Merkouri was een Griekse, Maximilian Schell Oostenrijks en Peter Ustinov Brits, en de film werd opgenomen in studio's in Parijs en op locatie in Istanboel. Dassin maakte eerder de klassieke heistfilm Rififi in 1955, waarvan Topkapi kan worden gezien als een komische variant. Ustinov won een Academy Award voor beste mannelijke bijrol voor zijn rol als de sullige Arthur Simpson. De inbraak in de film was zo ingenieus dat het Topkapımuseum zijn beveiliging na uitkomst van de film verbeterd heeft.

## Verhaal
Een internationale bende van juwelendieven gebruikt een sullige Britse oplichter om hun doel te bereiken: het stelen van een wereldberoemde, peperdure en met juwelen versierde dolk in het Topkapıpaleis in Istanboel. Helaas voor de dieven krijgt de Turkse veiligheidsdienst er lucht van.

## Rolverdeling
| Acteur            | Personage            |
| ----------------- | -------------------- |
| Melina Merkouri   | Elizabeth Lipp       |
| Peter Ustinov     | Arthur Simon Simpson |
| Maximilian Schell | Walter Harper        |
| Robert Morley     | Cedric Page          |